# Magic Farm
Magic Farm is een Argentijns-Amerikaanse sciencefictionfilm uit 2025, geschreven en geregisseerd door Amalia Ulman. De hoofdrollen worden vertolkt door Chloë Sevigny en Alex Wolff.

## Verhaal
Een filmploeg die voor een tweederangs mediabedrijf werkt, reist naar Zuid-Amerika om een lokale muzikant in beeld te brengen, maar hun onbekwaamheid leidt hen naar het verkeerde land. 

## Rolverdeling
| Acteur           | Personage |
| ---------------- | --------- |
| Chloë Sevigny    | Edna      |
| Alex Wolff       | Jeff      |
| Joe Apollonio    | Justin    |
| Camila del Campo | Manchi    |
| Simon Rex        | Dave      |

## Productie
De filmopnames vonden voornamelijk plaats in Argentinië en waren in augustus 2024 voltooid.

## Release
Magic Farm ging op 26 januari 2025 in première op het Sundance Film Festival in de Premieres-sectie.